# Kortfotkremla
Kortfotkremla (Russula curtipes) är en svampart som beskrevs av F.H. Møller & Jul. Schäff. 1935. Kortfotkremla ingår i släktet kremlor och familjen kremlor och riskor.  Arten är reproducerande i Sverige. Inga underarter finns listade i Catalogue of Life.

## Bildgalleri